# Революционная социалистическая лига (Великобритания)

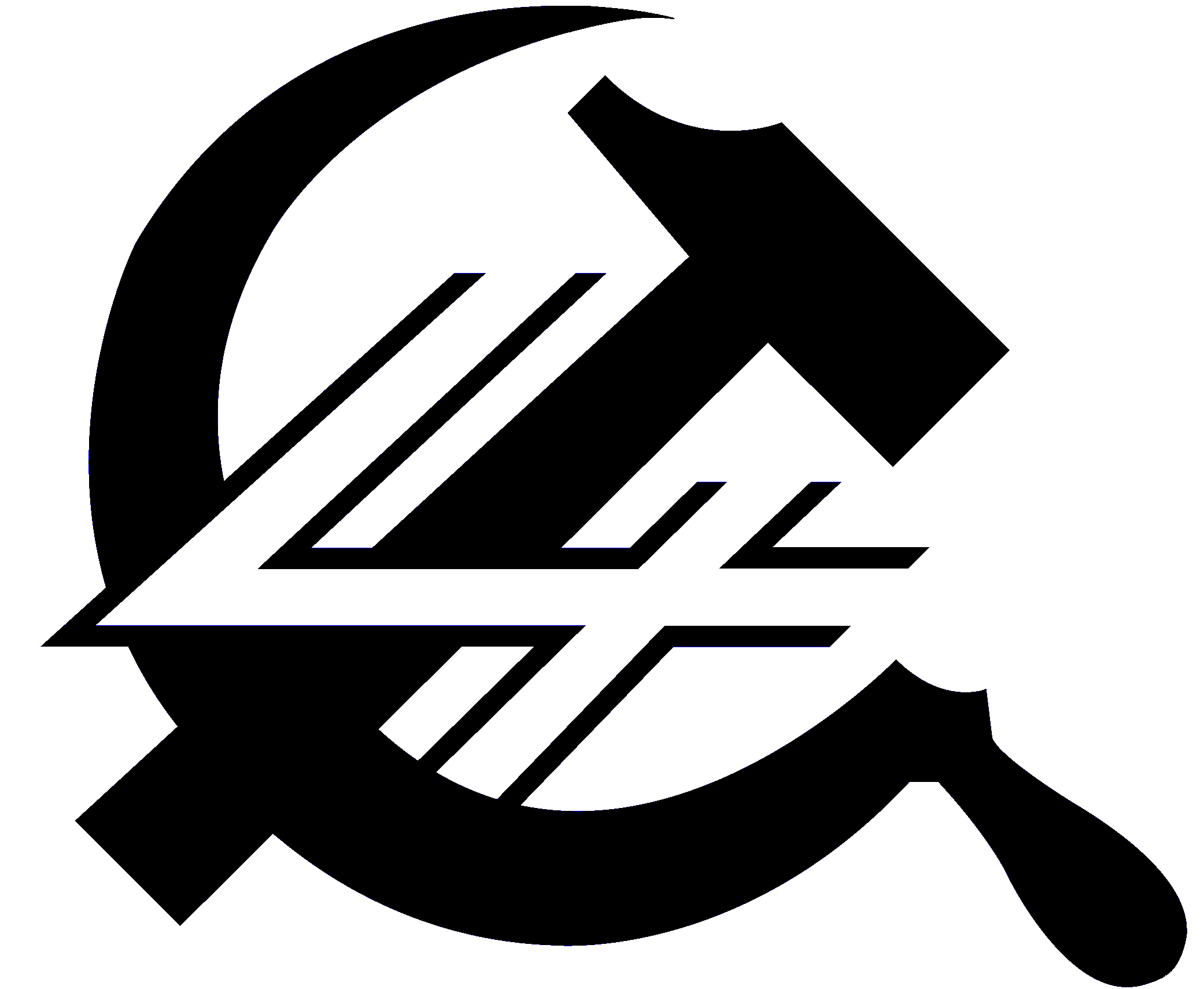
Символ Четвёртого интернационала

Революционная социалистическая лига, РСЛ (англ. Revolutionary Socialist League, RSL) — название двух исторических троцкистских организаций в Великобритании, действовавших в 1930—1940-е и 1950—1960-е годы.

## РСЛ: 1938—1944 годы
Первая РСЛ была сформирована в начале 1938 года из Марксистской лиги Гэри Викса и Марксистской группы Сирилла Джеймса. В августе 1938 года Джеймс П. Кэннон и Макс Шахтман приехали в Лондон с желанием объединить все действовавшие в Британии троцкистские группы. РСЛ, Группа «Милитант» и Революционная социалистическая партия слились в новую Революционную социалистическую лигу. Группа Теда Гранта и Джока Хастона — Рабочая международная лига — отказалась присоединиться к РСЛ, утверждая, что противоречия между группами не были преодолены, что, в свою очередь, приведет к ослаблению демократического централизма в организации.
РСЛ стала официальной секцией только что сформированного Четвертого интернационала. Поддерживала Боевую рабочую лигу (Militant Labour League) в рамках политики единого фронта, а её активисты действовали внутри Лейбористской партии и издавали газету «The Militant». В конце 1930-х годов РСЛ была ослаблена выходом из неё Революционной социалистической партии, члены которой вступили в Независимую лейбористскую партию, а молодые активисты перешли в Рабочую международную лигу Теда Гранта.
После начала Второй мировой войны РСЛ придерживалась пораженческой тактики, скопированной с тактики большевиков 1914—1918 годов. Начало войны ознаменовалось рядом неудач для Лиги: в 1940 году Боевая рабочая лига была запрещена руководством Лейбористской партии, а с призывом молодых активистов на фронт деятельность организации пошла на спад.
В организации существовало несколько фракций, имевших разные позиции относительно начавшейся войны. Левая фракция стояла на позициях, близких к пацифизму. Вторая фракция вокруг Д. Д. Харбера была противником «пролетарской военной политики» РМЛ и считалась «полу-пацифистской». Была фракция, поддерживавшая военную позицию группы Гранта.
В 1939 году часть РСЛ откололась от неё и сформировала Революционную рабочую лигу (РРЛ), к которой вскоре присоединился Исаак Дойчер. В 1940 году большая часть РРЛ присоединилась к Рабочей международной лиге Теда Гранта, а меньшинство в 1941 году вернулось в РСЛ. Расколы в Революционной социалистической лиге продолжались во время всего периода Второй мировой войны. В итоге, к 1944 году численность организации снизилась с 300 до 20 человек.
В 1944 году Четвёртый интернационал провел двухдневную конференцию, на которой говорилось о необходимости объединения всех троцкистских групп, результатом чего стало создание в том же году единой Революционной коммунистической партии.

## РСЛ: 1953—1965 годы
После развала Революционной коммунистической партии группа вокруг Теда Гранта, исключенная в 1950 году из организации «The Club» (преемницы РКП), создала в 1953 году Международную социалистическую группу (МСГ), которая с 1957 года носила название Революционной социалистической лиги. С 1950 года сторонники Гранта издают журнал «The International Socialist», а с 1953 года «Workers International Review».
После раскола в Четвертом интернационале 1953 года происходит сближение МСГ и Международного секретариата ЧИ, а в 1958 году группа уже под именем РСЛ становится официальной секцией Интернационала в Британии. На мировом конгрессе 1965 года обозначились расхождения между руководством организации и Объединенным секретариатом Интернационала, после чего РСЛ выходит из него, и с этого времени организация ставонится более известна, как тенденция «Милитант».